# Sankt Gallen (Austria)
Sankt Gallen, St. Gallen – gmina targowa w środkowej Austrii, w kraju związkowym Styria, w powiecie Liezen. Według Austriackiego Urzędu Statystycznego liczyła 1848 mieszkańców (1 stycznia 2015).